# Ямайская валютная система
Яма́йская валю́тная систе́ма — современная международная валютная система, принятая на Ямайке 8 января 1976 года, при которой курсы валют устанавливаются не государством, а рынком. Для неё характерно постоянное колебание обменных курсов, поэтому они называются плавающими, в отличие от фиксированных.

## Описание
Ямайская система образована в 1976—1978 годах как итог реорганизации Бреттон-Вудской валютной системы. Основные особенности и принципы:
- официально отменён золотой стандарт и золотые паритеты (отменена привязка валют к золоту как для внутренних, так и для международных операций);
- зафиксирована демонетизация золота: центральным банкам разрешается продавать и покупать золото как обычный товар по рыночным ценам;
- введена система СДР (специальные права заимствования, англ. SDR), которые можно использовать как «мировые деньги» для формирования валютных резервов. Эмиссию СДР осуществляет МВФ. В функции СДР также входит регулирование платёжных балансов и соизмерение стоимости национальных валют;
- помимо СДР, резервными валютами официально были признаны доллар США, фунт стерлингов, швейцарский франк, японская иена, марка ФРГ, французский франк (последние две трансформировались в евро);
- установлен режим свободно плавающих валютных курсов: их котировка формируется на валютном рынке на основе спроса и предложения;
- государства могут самостоятельно определять режим формирования валютного курса из нескольких вариантов.

Главным практическим значением новой системы стал переход от фиксированных валютных курсов, в основе которых лежало золотое содержание валют, к плавающим валютным курсам. Рынок золота из основного денежного рынка превратился в разновидность товарного рынка.
Механизм действия Ямайской валютной системы можно описать так. Страны — члены МВФ получили определённую долю СДР в соответствии с долями в основном капитале фонда. СДР функционируют только как расчётные единицы, при определённых условиях они могут быть обращены в национальную валюту.
Ямайская валютная система действует в мире по настоящее время, хотя в свете глобального кризиса 2008—2009 годов начались консультации о принципах новой мировой валютной системы (см. «Антикризисный саммит G20», «Лондонский саммит G20»).